# The Game (Echo & the Bunnymen)
The Game è un singolo del gruppo musicale inglese Echo & the Bunnymen, pubblicato il 1 giugno 1987 come primo estratto dall'album omonimo.
Raggiunse il numero 28 della classifica britannica.
Il singolo venne distribuito su vinile da 7" e da 12". Il lato B è Lost and Found, con il 12" che aggiunge la traccia Ship of Fools al lato B che fu prodotto dai Bunnymen e Gil Norton.
Il video venne girato in Brasile.

## Tracce
Testi di McCulloch, musiche degli Echo & the Bunnymen.

### 7"
Lato 1
1. The Game - 3:50

Lato 2
1. Lost and Found - 3:52

### 12"
Lato 1
1. The Game - 3:50

Lato 2
1. Lost and Found - 3:52
2. Ship of Fools - 4:06

## Formazione
- Ian McCulloch - voce, chitarra
- Will Sergeant - chitarra
- Les Pattinson - basso
- Pete de Freitas - batteria

## Classifiche
| Classifica (1987) | Posizione massima |
| ----------------- | ----------------- |
| Regno Unito       | 28                |